# Electronic Entertainment Expo 2011

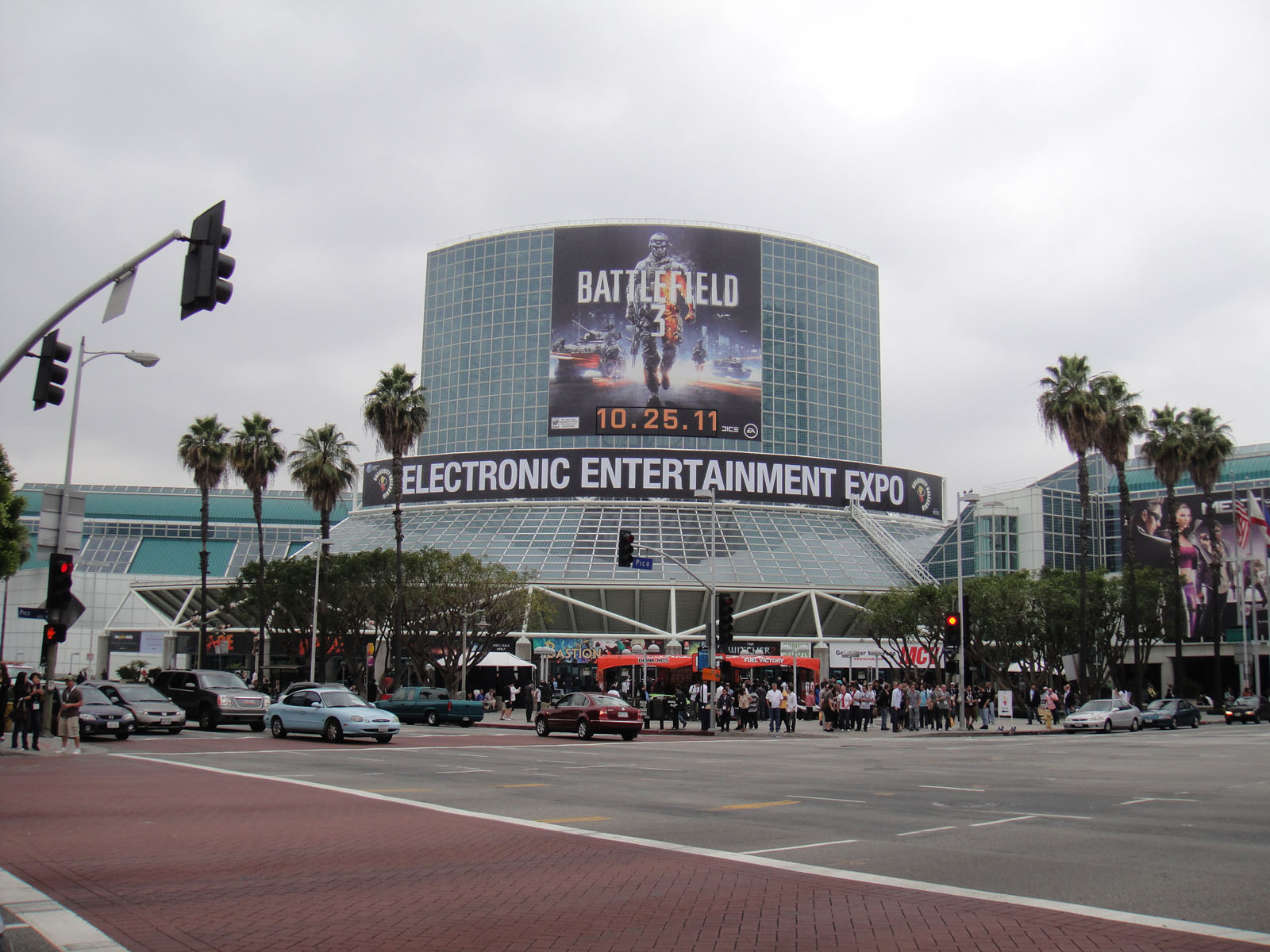
Extérieur du Los Angeles Convention Center au moment du salon.

L’Electronic Entertainment Expo 2011, communément appelé E3 2011, est la 17e édition de l'Electronic Entertainment Expo, un salon consacré exclusivement aux jeux vidéo organisé par l'Entertainment Software Association. L'événement s'est déroulé du 6 au 9 juin 2011 au Los Angeles Convention Center à Los Angeles,.

## Conférences des principaux constructeurs

### Microsoft
La conférence de Microsoft s'est tenue le 6 juin 2011 à 9 h 30 du matin, heure locale, soit 18 h 30 en France. La conférence était visible en direct sur le site officiel Xbox De nombreuses bandes-annonces et séquences de gameplay ont été présentées, notamment de Call of Duty: Modern Warfare 3, de Tomb Raider, de Mass Effect 3 et de Gears of War 3. Comme l'an passé, Microsoft a surtout mis l'accent sur Kinect, périphérique destiné à la Xbox 360 qui capte les mouvements du joueur, ainsi que sur les prochains jeux compatibles avec celui-ci. En effet, il a annoncé que le futur Mass Effect 3 bénéficiera de la reconnaissance vocale du périphérique afin de permettre au joueur de donner des ordres aux autres personnages lors des combats, et aussi de choisir à l'orale ses choix lors des dialogues. Tom Clancy's Ghost Recon: Future Soldier quant à lui bénéficiera de la reconnaissance des mouvements, soit pour tirer, recharger, viser, etc. Le jeu sera également jouable au pad. Finalement, Microsoft annonça un remake HD de Halo: Combat Evolved originellement sorti en 2001 sur Xbox premier du nom. Il dévoila également le prochain épisode de la série Halo à partir d'un teaser, Halo 4, qui est prévu pour 2012. Il y aura également une adaptation de Minecraft sur Xbox 360. De plus, celui-ci sera compatible Kinect.

### Sony
La conférence de Sony Computer Entertainment se tient le 7 juin 2011 à 17 h, heure locale, soit 2 h du matin en France. Elle est diffusée en direct sur le site PlayStation Blog et le service Playstation Home. Sony révèle le nom officiel de sa « Next Generation Portable » : PlayStation Vita. Il y est annoncé une compatibilité PlayStation Move avec le jeu BioShock Infinite (BioShock est offert pour tout achat du titre sur PlayStation 3) et un opus de la série sur PS Vita. Les franchises Uncharted, LittleBigPlanet, ModNation Racers et WipeOut sont évoquées. Un nouvel épisode de Sly Racoon est annoncé sur PlayStation 3 : Sly Cooper : Voleurs à travers le temps. L'occasion aussi d’annoncer la disponibilité du PlayStation Move pour LittleBigPlanet 2 en septembre 2011. EA et Sony annoncent que Battlefield 3 doit posséder du contenu exclusif PlayStation. Comme Sony n'est pas uniquement un acteur du jeu vidéo mais une entreprise globale d'électronique, la société dévoile une future télévision 3D de 60 cm au prix de 500 € qui permet de jouer à deux sur un même écran avec des lunettes offrant la possibilité de ne voir que sa propre caméra.

### Nintendo

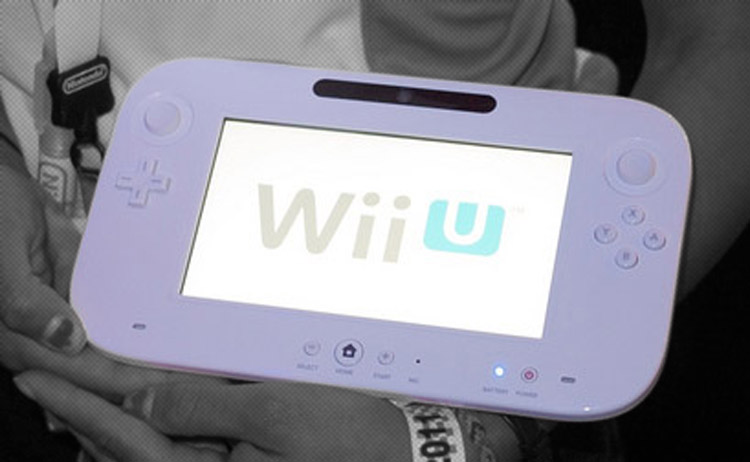
La manette de la Wii U

La conférence de Nintendo s'est tenue le 7 juin 2011 à 9 h, heure locale, soit 18 h en France. Elle était diffusée en direct sur le site officiel de Nintendo. Nintendo dévoila sa prochaine console de salon censée remplacer la Wii, la Wii U. Cette nouvelle console a comme particularité d'avoir un écran comme manette. Ainsi, il sera possible de jouer même si la télévision est éteinte. Toutefois, cette conférence de presse a été la source de quiproquos. En effet, personne ne savait si l'on parlait de la console ou du pad. À part la Wii U, Nintendo a aussi évoqué les autres jeux Wii à venir, comme Mario Party 9, dont on a vu une bande-annonce et dont la sortie est prévue en mars 2012. Enfin, Nintendo a fait mention de la Nintendo 3DS, avec encore quelques jeux à venir. Il a confirmé la présence d'un nouvel opus de Mario Kart qui sortira à la fin 2011 et a dévoilé la suite de Luigi's Mansion, Luigi's Mansion 2, qui sortira sur Nintendo 3DS en 2013,. Il fut également mention d'un futur Super Smash Bros. sur Wii U et sur Nintendo 3DS.

### Autres
Electronic Arts, Ubisoft et Konami ont également organisé des conférences, elles aussi diffusées sur internet[réf. nécessaire].

## Jeux notables présents lors de l'E3 2011
Le tableau suivant donne la liste des principaux jeux présents lors de l'E3 2011:
| 2K Games - BioShock Infinite (PC, PS3, Xbox 360) - Duke Nukem Forever (PC, PS3, Xbox 360) - The Darkness II (PC, PS3, Xbox 360) - XCOM: Enemy Unknown (PC, Xbox 360) Activision - Call of Duty: Modern Warfare 3 (PC, PS3, Xbox 360) - Prototype 2 (PC, PS3, Xbox 360) - Skylanders: Spyro's Adventure (PC, PS3, Wii, Xbox 360) - Spider-Man : Aux frontières du temps (PS3, Wii, Xbox 360) - X-Men: Destiny (PS3, Xbox 360) Atlus - Catherine (PS3, Xbox 360) Bethesda - Prey 2 (PC, PS3, Xbox 360) - Rage (PC, PS3, Xbox 360) - The Elder Scrolls V: Skyrim (PC, PS3, Xbox 360) Capcom - Asura's Wrath (PS3, Xbox 360) - DmC: Devil May Cry (PS3, Xbox 360) - Mega Man Legends 3 (3DS) - Resident Evil: Operation Raccoon City (PC, PS3, Xbox 360) - Resident Evil: Revelations (3DS) - Resident Evil: The Mercenaries 3D (3DS) - Street Fighter X Tekken (PS3, Xbox 360, Vita) Crytek - Ryse: Son of Rome (Xbox 360) Deep Silver - Dead Island (PC, PS3, Xbox 360) - Risen 2: Dark Waters (PC, PS3, Xbox 360) Electronic Arts - Battlefield 3 (PC, PS3, Xbox 360) - FIFA 12 (3DS, PC, PS3, PSP, Wii, Xbox 360) - Fuse (PS3, Xbox 360) - Les Royaumes d'Amalur : Reckoning (PC, PS3, Xbox 360) - Madden NFL 12 (3DS, PC, PS3, PSP, Wii, Xbox 360) - Mass Effect 3 (PC, PS3, Xbox 360) - Need for Speed: The Run (3DS, PC, PS3, Wii, Xbox 360) - Shadows of the Damned (PS3, Xbox 360) - SSX (PS3, Xbox 360) - Star Wars: The Old Republic (PC) - Les Sims 3 : Animaux et Cie (PC, PS3, Xbox 360, Wii, DS, 3DS) - The Sims Social (Navigateur) Focus Home Interactive - Le Testament de Sherlock Holmes (PC, PS3, Xbox 360) Konami - Metal Gear Solid HD Collection (PS3, Xbox 360) - Metal Gear Solid 3: Snake Eater 3D (3DS) - Silent Hill: Book of Memories (Vita) - Silent Hill: Downpour (PS3, Xbox 360) - Silent Hill Collection (PS3, Xbox 360) - Zone of the Enders HD Collection (PS3, Xbox 360) | Lionhead Studios - Fable: The Journey (Xbox 360) LucasArts - Kinect Star Wars (Xbox 360) Microsoft - Forza Motorsport 4 (Xbox 360) - Gears of War 3 (Xbox 360) - Halo: Combat Evolved Anniversary (Xbox 360) - Halo 4 (Xbox 360) - Kinect Disneyland Adventures (Xbox 360) - Kinect Sports: Season Two (Xbox 360) - Dance Central 2 (Xbox 360) Namco Bandai - Ace Combat 3D (3DS) - Ace Combat: Assault Horizon (PS3, Xbox 360) - Dark Souls (PS3, Xbox 360) - Inversion (PS3, Xbox 360) - Ridge Racer Unbounded (3DS, PC, PS3, Xbox 360) - Soulcalibur V (PS3, Xbox 360) - Tales of Graces F (PS3) - Tales of the Abyss (3DS) - Tekken Tag Tournament 2 (Wii U) Natsume - Rune Factory: Tides of Destiny (PS3, Wii) Nintendo - Animal Crossing 3DS (3DS) - Dragon Quest Monsters: Joker 2 (DS) - Fortune Street (Wii) - Kid Icarus: Uprising (3DS) - Kirby Wii (Wii) - Luigi's Mansion 2 (3DS) - Mario Kart 7 (3DS) - Mario Party 9 (Wii) - Paper Mario (3DS) - Star Fox 64 3D (3DS) - Super Mario 3D Land (3DS) - Super Smash Bros. for Nintendo 3DS and Wii U (3DS, Wii U) - The Legend of Zelda: Ocarina of Time 3D (3DS) - The Legend of Zelda: Skyward Sword (Wii) Nival - Prime World (PC) Sega - Aliens: Colonial Marines (PC, PS3, Wii U, Xbox 360) - Anarchy Reigns (PS3, Xbox 360) - Binary Domain (PS3, Xbox 360) - Captain America: Super Soldier (PC, PS3, Wii, Xbox 360) - Renegade Ops (PC, PS3, Xbox 360) - Rise of Nightmares (Xbox 360) - Shinobi (3DS) - Sonic Generations (PS3, Xbox 360, 3DS) | Sony - God of War: Origins Collection (PS3) - The Ico & Shadow of the Colossus Collection (PS3) - Journey (PS3) - Ratchet and Clank: All 4 One (PS3) - Resistance 3 (PS3) - Sly Cooper : Voleurs à travers le temps (PS3) - Starhawk (PS3) - Twisted Metal (PS3) - Uncharted: Golden Abyss (PS Vita) - Uncharted 3 : L'Illusion de Drake (PS3) Square Enix - Deus Ex: Human Revolution (PC, PS3, Xbox 360) - Dungeon Siege III (PC, PS3, Xbox 360) - Final Fantasy XIII-2 (PS3, Xbox 360) - Hitman: Absolution (PC, PS3, Xbox 360) - Tomb Raider (PC, PS3, Xbox 360) THQ - Darksiders II (PS3, Wii U, Xbox 360) - Devil's Third (Xbox 360, PS3) - Saints Row: The Third (Xbox 360, PS3, PC) - WWE '12 (PS3, Xbox 360, Wii) - UFC Undisputed 3 (PS3, Xbox 360) Tecmo Koei - Dynasty Warriors (Vita) - Ninja Gaiden III (PS3, Wii U, Xbox 360) Traveller's Tales - Lego City Undercover (3DS, Wii U) Ubisoft - Les Aventures de Tintin : Le Secret de La Licorne (PC, PS3, Xbox 360) - Assassin's Creed: Revelations (PC, PS3, Xbox 360, Wii U) - Brothers in Arms: Furious 4 (PC, PS3, Xbox 360) - Call of Juarez: The Cartel (PC, PS3, Xbox 360) - Driver: Renegade 3D (3DS) - Driver: San Francisco (PC, PS3, Xbox 360) - Far Cry 3 (PC, PS3, Xbox 360) - Just Dance 3 (PS3, Xbox 360, Wii) - Rayman Origins (PS3, Wii, Xbox 360) - Rocksmith (PC, PS3, Xbox 360) - Tom Clancy's Ghost Recon Online (PC, Wii U) - Tom Clancy's Ghost Recon: Future Soldier (DS, PC, PS3, Xbox 360) - TrackMania 2 (PC) - Your Shape: Fitness Evolved 2012 - ZombiU (Wii U) Warner Bros. - Bastion (PC, Xbox 360) - Batman: Arkham City (PC, PS3, Wii U, Xbox 360) - Le Seigneur des anneaux : La Guerre du Nord (PC, PS3, Xbox 360) Wargaming.net - World of Tanks (PC) |